# Norman Schenz
Norman Schenz (Viena, Austria, 1977) es un periodista y moderador austriaco. Fue director de la emisora de radio Antenne Wien y miembro fundador del periódico Österreich. Schenz ha sido un destacado periodista del periódico austriaco Kronen Zeitung (2020: tirada diaria de 650 894 copias vendidas) desde 2011.
Las áreas temáticas son la sociedad internacional y europea, especialmente las celebridades y la más alta nobleza en Austria y en la región de Europa Central entre Hamburgo y Trieste. Muchos de sus contactos también se encuentran en el ámbito entre la cultura, el deporte y la sociedad. Se considera que Schenz es el insider mejor informado de la sociedad austriaca.